# Cefapirina
La cefapirina es un antibiótico inyectable de cefalosporina de primera generación, se comercializa bajo el nombre comercial Cefadyl. La producción para su uso en seres humanos ha sido descontinuada en los Estados Unidos.
También tiene un papel en la medicina veterinaria como Metricure, una preparación intrauterina, y combinado con prednisolona en Mastiplan, una preparación intramamárdina. Ambos están autorizados en ganado bovino.

## Síntesis
En una de las síntesis, el ácido 7-aminocephalosporarico (7-ACA) se reacciona con cloruro de bromoacetil para dar la amida. El grupo de halo es entonces desplazado por 4-tiopyridina.

## Efectos secundarios
Los efectos secundarios más comunes son reacciones de hipersensibilidad y cambios en la función hepática. Sin embargo, también se encontraron signos de trastornos de glóbulos blancos y anemia.